# Membras
Membras – rodzaj ryb z rodziny Atherinopsidae.

## Klasyfikacja
Gatunki zaliczane do tego rodzaju:
- Membras analis
- Membras argentea
- Membras dissimilis
- Membras gilberti
- Membras martinica
- Membras vagrans